# Lake Havasu City, Arizona
Lake Havasu City je grad u američkoj saveznoj državi Arizona. Prema popisu stanovništva iz 2010. u njemu je živjelo 52,527 stanovnika.
U Lake Havasu City nalazi se stari Londonski most, koji je premješten iz Londona u Engleskoj. Gradska vlada Londona došla je do ideje, da postojeći most proda. To joj je uspjelo i prodan je Amerikancu Robertu McCullochu. On je kao poznati biznismen i bogataš usred pustinje u Arizoni zakupio zemlju na kojoj je izgradio gradić Lake Havasu City. Most mu je poslužio kao odlična reklama kao i atrakcija koju će turisti željeti posjetiti. Nakon izgradnje novog mosta u Londonu, ovaj most je kompletno demontiran i prebačen u Arizonu 8,500 km dalje. I danas se nalazi preko rijeke Colorado i u funkciji je u Lake Havasu Cityju.